# Verdun ! On ne passe pas
Verdun ! On ne passe pas (ou Verdun, on ne passe pas !) est un chant patriotique français écrit en 1916 par Eugène Joullot et Jack Cazol sur une musique de René Mercier. Il a été interprété par plusieurs artistes de l'époque, tels que Adolphe Bérard, Jules Wolf ou encore Gustave Botiaux.

## Analyse
La chanson célèbre l'héroïsme de la reprise des forts de la place fortifiée de Verdun lors de la bataille de Verdun. Elle participe à la diffusion du mot d'ordre du général Pétain, « on ne passe pas ! ». Le chant utilise l'allégorie, le combat opposant non seulement les hommes mais aussi l'aigle allemand au coq français. Parmi de nombreuses images négatives associées aux Allemands, la chanson leur dénie la qualité de soldats, terminant le dernier couplet par « Les assassins fuient devant les soldats ».

## Accueil
La chanson est l'un des titres les plus chantés en 1916. Composé à l'arrière, le chant cherche à manifester le soutien de la France à ses soldats. Il est également interprété sur scène après la guerre, comme élément de célébration des morts et de la patrie.